# سيمون دوبلاي
سيمون إيمانويل دوبلاي جراح المستشفى الفرنسي وأستاذ الجراحة السريري. وهو من عائلة دوبلاي الشهيرة التي استضافت ماكسيميليان دي روبسبير بين عامي 1791 و 1794. وهو عضو في أكاديمية الطب (1877).

## حياته
سيمون إيمانويل دوبلاي هو ابن الطبيب أوغست دوبلاي وهو نفسه ابن سيمون دوبلاي (1774-1827) السكرتير الخاص لروبسبير. وهو أيضًا ابن شقيق إدميه دوبلاي (1798-1875) زوجة الهيليني فيليب لوبس (1794-1860). وهو أيضًا صديق للدكتور أدريان بروست الأستاذ بكلية الطب في باريس.
متزوج من كارولين أتالي فلور ماري جوزفين فوجير دوبور وله ابن موريس دوبلاي روائي وصديق مارسيل بروست.
انتخب عضوا في أكاديمية الطب عام 1877.
فارس من وسام جوقة الشرف وضابط وسام جوقة الشرف.
ودُفن في مقبرة بير لاشيز.

## مسار مهني
أصبح سيمون إيمانويل دوبلاي جراحًا بالمستشفى عام 1867 أستاذًا في العيادات الجراحية. إنه مخترع منظار الأنف بشكل ملحوظ.

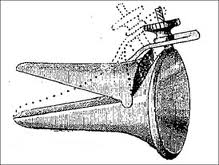
منظار الأنف - رسم بياني اقترحه Asselin و Houzeau (1889)

ومؤلف عدة كتب يوأطروحات. ووصف تقنية لتصحيح المبال التحتاني والتي تشكل أساس العملية الرئيسية المستخدمة اليوم.